# Henry Walford Davies
Pour les articles homonymes, voir Davies.
Henry Walford Davies est un organiste, compositeur et pédagogue britannique (anglais), né le 6 septembre 1869 à Oswestry et décédé le 11 mars 1941 à Wrington.

## Biographie
Il est l’élève de Walter Parratt à la chapelle Saint-Georges de Windsor, puis exerce en tant qu’organiste entre 1885 et 1890 ; il occupe des postes d’organiste à l’église du Christ (en) de Hampstead entre 1891 et 1898, à l’église du Temple entre 1898 et 1918, et à la chapelle Saint-Georges entre 1927 et 1932.
Il est ensuite professeur de musique à l’université du pays de Galles (1919-1926). Entre 1924 et 1934, il dirige la nouvelle série d’émissions à la radio Music Lessons in Schools. Anobli en 1922, il est nommé Maître de musique de la reine en 1934. Comme compositeur, il est surtout connu pour sa Solemn Melody pour orgue et cordes de 1908 et sa marche pour la Royal Air Force de 1917 ; il écrit également une symphonie en 1911, Conversations pour piano et orchestres, des ouvertures, de la musique chorale, de la musique de chambre, des mélodies et de nombreuses pièces à usage scolaire.